# Pyura obesa
Pyura obesa is een zakpijpensoort uit de familie van de Pyuridae. De wetenschappelijke naam van de soort is voor het eerst geldig gepubliceerd in 1919 door Hartmeyer.